# やまこし復興交流館 おらたる
やまこし復興交流館 おらたる（やまこしふっこうこうりゅうかん おらたる）は、新潟県長岡市山古志にある、新潟県中越地震の震災メモリアル施設。長岡市山古志支所内に併設された。「おらたる」とは、山古志地域の方言で「わたしたちの場所」という意味である。
旧山古志会館の建物をリノベーションして2013年10月にオープンし、2019年3月にリニューアルオープンした。

## 情報
- 所在地：〒947-0204 新潟県長岡市山古志竹沢甲2835[5]
- 料金：無料
- 開館時間
  - 総合案内：午前9時～午後5時
  - 2階展示室：午前10時～午後4時
- 休館日：毎週月曜日（月曜祝日の場合は翌日）・年末年始
- 施設・展示物など
  - 地形模型シアター
  - 山古志地域観光案内
  - 証言パネルと写真による中越地震被害状況の説明
  - タッチパネルによる証言展示
  - 展示スペース
  - 交流スペース
  - 多目的ホール
  - キッチンスペース
- 設備・備品
  - 音響設備
  - キッチンスペース
  - BIGPAD
  - タッチパネル

## 交通アクセス
- クローバーバス「山古志支所」バス停より徒歩すぐ
- 関越自動車道 小千谷ICから30分
- 同 長岡南越路スマートICから30分
- 同 堀之内ICから30分